# Denningite
La denningite è un minerale.